# Моховинка безпелюсткова
{{#ifeq:0|0|{{#if:|{{#if:Saginaapetala|[[]}}|}}}}
Моховинка безпелюсткова (Sagina apetala) — вид квіткових рослин родини гвоздичні (Caryophyllaceae). Етимологія: лат. tetraphyllum — «чотирилистий», посилаючись на кількість листків у мутовці..

## Морфологічна характеристика
Однорічна залозисто-волохата рослина заввишки 2–10 см. Листки темно-зелені, розміщені навпроти один одного, 2–12 мм завдовжки і завширшки 0,5 мм. Цвіте з травня по вересень; квіти зелені або білі, розміром 2–4 мм. Пелюстки відсутні або до 0,4 мм, а чотири чашолистка 1,7–2,2 мм завдовжки. Плід являє собою 1,5–2,5 мм довжини коробочку. Коричневе, яйцеподібної форми насіння 0,1×0,3 мм.

## Поширення
Батьківщина. Північна Африка, Західна Азія, Європа від Португалії, Ірландії, Норвегії до України й Греції. Звідти рослина поширилася в Північній і Південній Америці, Південній Африці, Новій Зеландії та Австралії. Росте в багатьох типах порушених місць проживання, таких як тріщини в тротуарі.

## Галерея

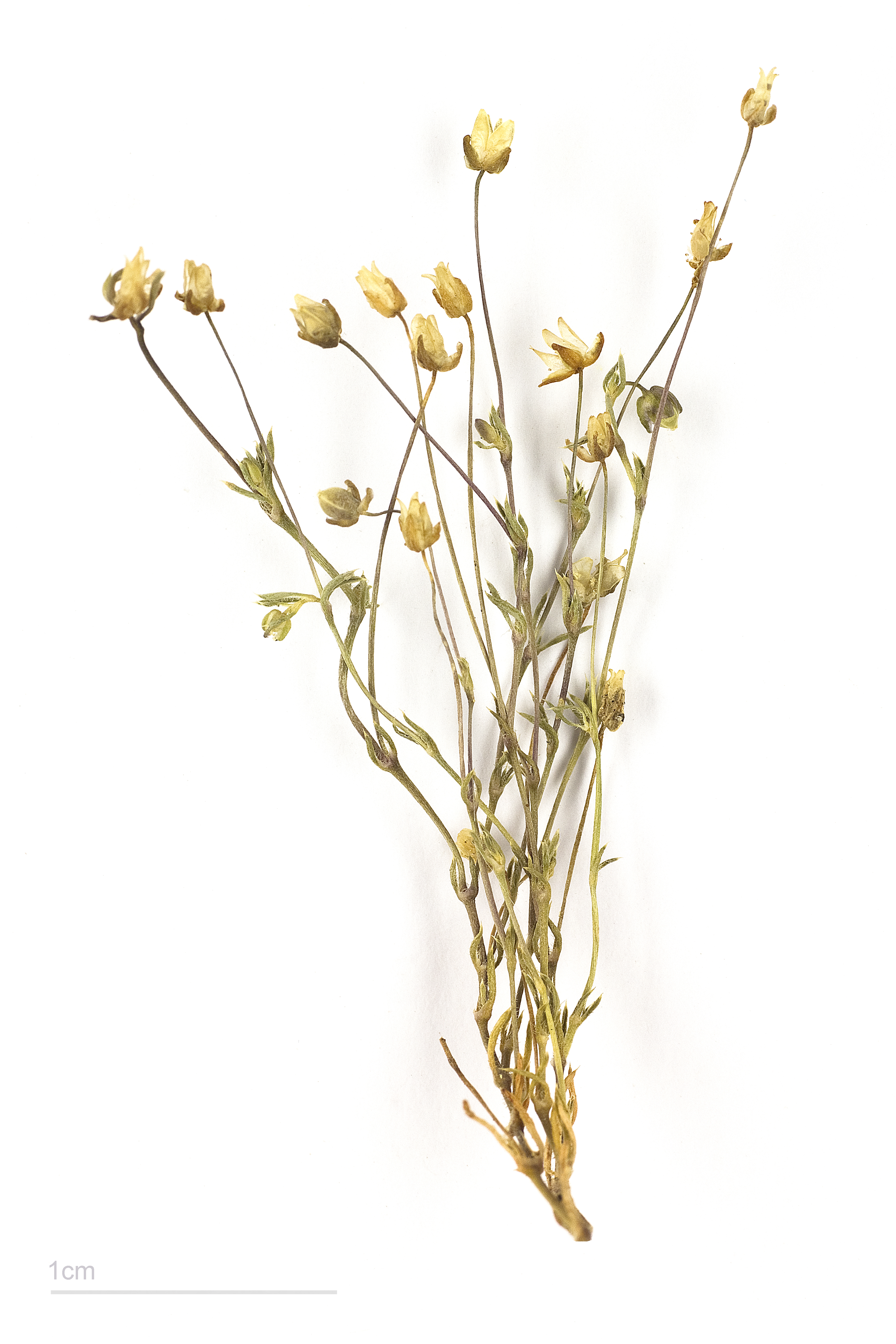